# Ken Hudson Campbell
Pour les articles homonymes, voir Campbell.
Cet article possède un paronyme, voir Ken Campbell.
Ken Hudson Campbell est un acteur américain, né le 5 juin 1962 à Elmhurst en Illinois.

## Filmographie

### Cinéma
- 1990 : Maman, j'ai raté l'avion : le Père Noël
- 1993 : Un jour sans fin : l'homme dans le couloir
- 1996 : Touche pas à mon périscope : Buckman
- 1998 : Armageddon : Max
- 1998 : The Jungle Book: Mowgli's Story : le premier loup
- 1998 : Shangri-La
- 1999 : Breakfast of Champions : Eliot Rosewater et Gilbert
- 2000 : Titan A.E. : Po
- 2000 : Coyote Girls : Biker
- 2000 : Un homme à femmes (The Ladies Man) de Reginald Hudlin : Hal
- 2000 : Joseph, le roi des rêves : Baker
- 2001 : Dr. Dolittle 2 : plusieurs rôles
- 2001 : Happy Birthday : le garde de sécurité
- 2002 : Showtime : le policier à la gym
- 2002 : Boat Trip : Tom
- 2004 : A One Time Thing : Sean
- 2005 : Ma sorcière bien-aimée : le scénariste
- 2007 : Stories USA : Chester
- 2008 : NASA Seals : Campbell
- 2014 : Live Nude Girls : Calhoun
- 2017 : Above Ground : Détective privé Jake Liebig
- 2017 : The Trouble with Mistletoe : le conducteur du Uber
- 2018 : Adolescence : le propriétaire du magasin
- 2019 : Le Parc des merveilles : Boomer

### Télévision
- 1991 : Life As We Know It! : Ensemble
- 1991-1994 : Herman's Head : Animal et Chuck (72 épisodes)
- 1992 : Dinosaures : Crazy Lou (1 épisode)
- 1996 : Seinfeld : Ken (1 épisode)
- 1996 : Duckman: Private Dick/Family Man (1 épisode)
- 1996 : Local Heroes : Eddie Trakacs
- 1996-1997 : Aaahh!!! Real Monsters : plusieurs personnages (2 épisodes)
- 1997 : Une fille à scandales : Roland le conducteur du taxi (1 épisode)
- 1998 : Caroline in the City : Gil (1 épisode)
- 2000 : Strangers with Candy : Glenn le conducteur de bus (1 épisode)
- 2000 : Dieu, le diable et Bob : Barry (2 épisodes)
- 2002-2003 : Baby Bob : Baby Bob (14 épisodes)
- 2003 : The Practice : Donnell et Associés : Roland Huff (4 épisodes)
- 2006 : The Loop : Spencer (1 épisode)
- 2007 : Larry et son nombril : le peintre (1 épisode)
- 2010 : United States of Tara : Caterer (1 épisode)
- 2012 : Souvenirs de Gravity Falls : Ergman Bratzman (1 épisode)
- 2015 : Mike and Molly : Big Stain (1 épisode)
- 2015 : Le Monde de Riley : Jingles le clown (1 épisode)
- 2019 : Le Parc des merveilles : Boomer (1 épisode)